# Bérengère Marquebreucq
Bérengère Marquebreucq, née le 21 mai 1969 à Wodecq (province de Hainaut), est une animatrice et coloriste de bande dessinée réaliste belge.

## Biographie
Bérengère Marquebreucq naît le 21 mai 1969 à Wodecq.
Son parcours commence dès l'enfance, en suivant les enseignements de sa mère et en admirant la nature environnante sous toutes ses facettes. Après des études d'illustration à l'Institut Saint-Luc de Bruxelles, elle s'oriente vers l'animation en travaillant notamment sur les décors de la série Coup de bleu dans les étoiles. Ensuite, elle travaille au poste de composition sur les séries Carland Cross, Prudence Petitpas d'après Maurice Maréchal, le Gowap d'après Mythic et Curd Ridel toujours pour le studio d'animation Odec Kid Cartoons. En 1997, elle contribue au dessin animé Joyeux Noël Petit Moonky ! du réalisateur André Moons, un téléfilm diffusé par TF1 en 1998. Elle travaille également sur le long métrage de Michel Ocelot Kirikou et la Sorcière (1998). C'est seule qu'elle réalise la mise en couleur des décors et des personnages du film L'Étoile du Sud, le sixième épisode de la série Les Voyages extraordinaires de Jules Verne pour France 3 avec le directeur artistique Jean-François Laguionie. L'expérience acquise pendant ces années dans le secteur de l'animation contribuent à sa formation et l'influencera plus tard dans son travail de coloriste (auquel elle préfère le terme de metteuse en lumière). 
Elle commence à travailler en tant que coloriste sur les séries de bande dessinée Imago mundi en 2001, et sa série dérivée Climax publiées aux éditions Dargaud pour le dessinateur Luc Brahy. 
Elle se fait remarquer du grand public en devenant la coloriste de Philippe Delaby sur la Complainte des landes perdues, de XIII, XIII Mystery, d’I.R.$., Le Janitor. Mais aussi de Marvano pour Grand Prix, La Brigade juive et Bonneville,.
En 2013, le chroniqueur Jacques Schraûwen de la RTBF souligne « la perfection dans son rendu des différentes ambiances, des différentes sensations racontées et dessinées » pour le premier tome de la série La Guerre des amants.
Le critique Didier Quella-Guyot du site BDzoom qualifie ses couleurs d'« élégantes et travaillées » pour l'album Sarabande à la turque publié aux éditions Glénat en 2013.
Le chroniqueur Marc Denis de la RTBF profite de l'occasion de la sortie de l'album Innovation 67 de Patrick Weber et Baudouin Deville aux éditions Anspach pour mettre en avant le travail — trop souvent méconnu — du coloriste. Il écrit : « Une coloriste ici en réalité, Bérengère Marquebreucq dont le travail est tout particulièrement remarquable. Que serait la couverture de l’album sans l’orange des flammes qui ravagent le bâtiment, que seraient les paysages belges sans la couleur du ciel et les nuages ? ». Le même chroniqueur écrit encore à propos du one shot Coq-sur-Mer 1933 des mêmes auteurs : « [...] magnifiquement mise en lumière par une Bérengère Marquebreucq au meilleur de sa forme. » Selon Marc Carlot, directeur de la publication du site Auracan : « Les couleurs de Bérangère Marquebreucq achèvent de donner toute la vigueur aux planches et à l'histoire. »
L'exposition permanente L'Art de la BD du Centre belge de la bande dessinée présente des planches de Bérengère Marquebreucq. 

### Vie privée
Elle réside d'abord à Tournai puis elle s'établit à Enghien où elle vit et travaille,.

## Œuvres

### Dessins animés
- 1997 : Joyeux Noël Petit Moonky ![4] (Animation Department, décorateur, team: Tic Tac Toon), téléfilm de 48 min.
- 2001 : L'Étoile du Sud[6], décors et personnages couleur, 48 min 10 s.

#### Articles
- « Bérengère Marquebreucq, ou l’univers méconnu des coloristes », Le Bien public,‎ 29 juin 2015 (lire en ligne , consulté le 18 mai 2024).
- Bérengère Marquebreucq (interviewée par Pierre Burssens), « Entretien avec Bérengère Marquebreucq : "Cette activité n’est pas encore totalement reconnue et reste sous-estimée !" », Auracan,‎ 11 juillet 2017 (lire en ligne, consulté le 18 mai 2024).
- Bérengère Marquebreucq (interviewée par Laure Watrin), « C'est une bonne situation ça coloriste ? : Bérengère Marquebreucq se confie sur son rôle dans la bande dessinée », L'Avenir,‎ 13 avril 2025 (lire en ligne , consulté le 18 juillet 2025).

### Émissions de radio
- Bérengère Marquebreucq et Baudouin Deville "Maison du peuple 65" (Anspach), émission Entre les cases présentée par Delphine Freyssinet sur Radio chrétienne francophone, (28 min 5 s), 20 décembre 2024.

### Émissions de télévision
- Enghien : Bérangère Marquebreucq, metteuse en lumière de BD sur Notélé, intervenants : Paul Teng et Bérengère Marquebreucq, reportage : Aniko Ozorai, Thibaut Rommens et F. Rendé (6 min 3 s), 9 novembre 2022.
- Kaboom ! - Tome #65 – Coloriste : Auteur.trice malgré tout ! sur RTL-TVI, présentation : Thibaut Fontenoy, intervenants : Usagi, Bérengère Marquebreucq et Benoît Bekaert - réalisation : Patrice Gautot - production : Bangarang (14 min 42 s), 26 décembre 2022 Voir en ligne.

### Vidéographie
- [vidéo] « Interview Bérangère Marquebreucq », sur YouTube